# Editha Westmann

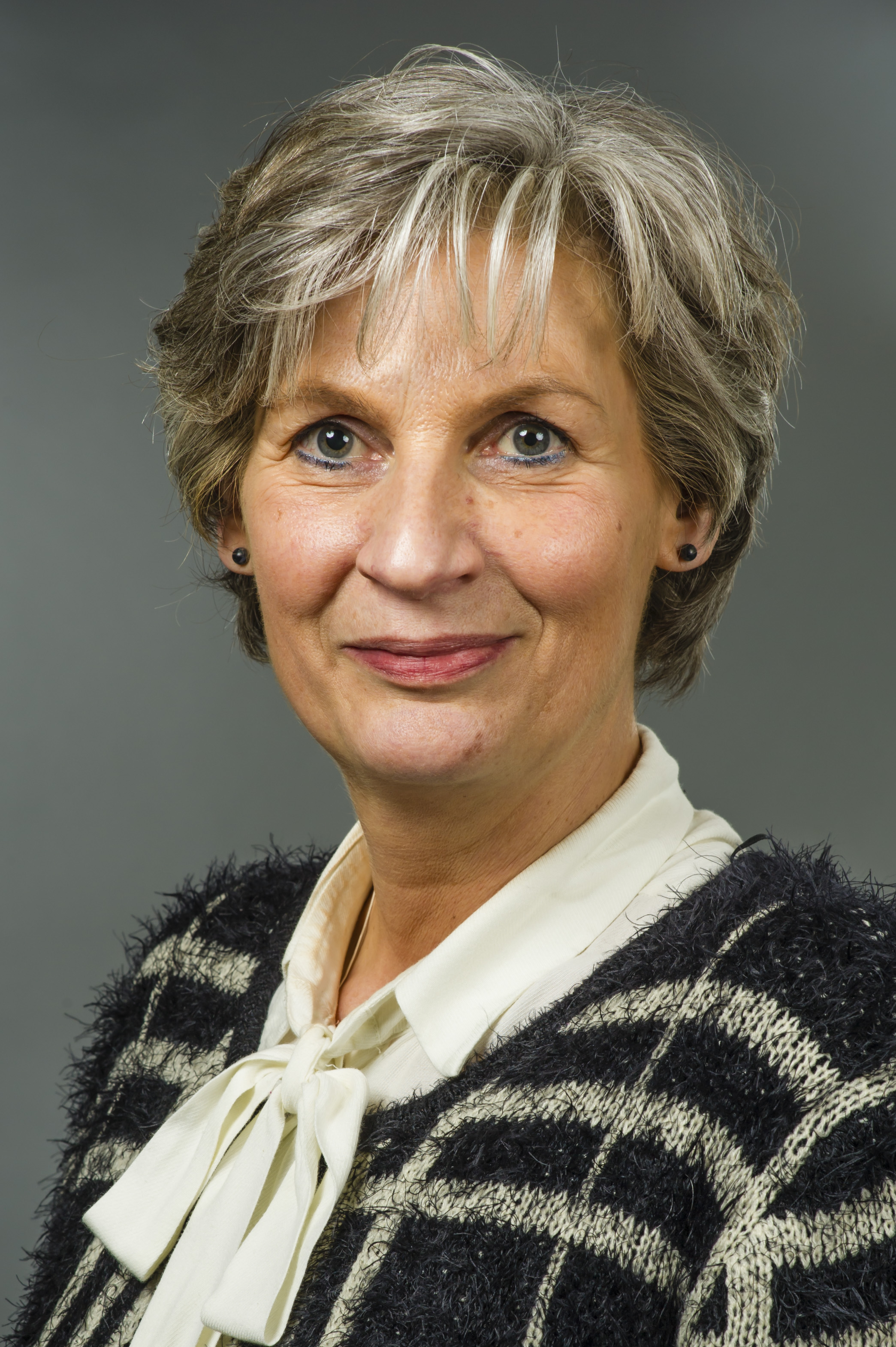
Editha Lorberg 2018

Editha Westmann, bis 2017 Editha Lorberg (* 10. Dezember 1963 in Seesen) ist eine deutsche Politikerin (CDU). Von März 2003 bis November 2022 war sie Mitglied des Niedersächsischen Landtags. Von 2018 bis 2022 war sie Niedersächsische Landesbeauftragte für Heimatvertriebene, Spätaussiedlerinnen und Spätaussiedler.

## Leben
Westmann durchlief eine Ausbildung zur Fachkosmetikerin. Von 1983 bis 2001 arbeitete sie als selbstständige Kosmetikerin und Schulungsleiterin eines Geräteherstellers. Danach war sie bis zu ihrem Eintritt in den Landtag als Kundenberaterin bei der Kreissparkasse Hannover tätig.
Westmann ist seit 1993 Mitglied der CDU, außerdem ist sie Mitglied der CDA. Von 2001 bis 2008 war sie Mitglied im Ortsrat Mellendorf-Gailhof. Seit 2004 ist sie Ratsfrau der Gemeinde Wedemark, wo sie seit 2006 stellvertretende Bürgermeisterin ist.
Von 2003 bis 2022 war Editha Westmann Mitglied des Niedersächsischen Landtages. Nachdem sie den Wahlkreis Garbsen/Wedemark bei den vorhergehenden Wahlen jeweils direkt hatte gewinnen können, unterlag sie bei der Landtagswahl 2017 dort dem SPD-Kandidaten Rüdiger Kauroff. Sie zog jedoch über die Landesliste wieder in den Landtag ein und wurde zur Sprecherin der CDU-Fraktion im Petitionsausschuss gewählt. Sie war von Februar 2015 bis November 2017 die stellvertretende Vorsitzende der CDU-Landtagsfraktion. Bei der Landtagswahl 2022 trat sie nicht erneut an.

## Aussiedler- und Vertriebenenpolitik
Westmann war von 2003 bis 2017 Beauftragte der CDU-Landtagsfraktion für die Belange der Aussiedler und Spätaussiedler. Im März 2018 wurde Westmann zur ehrenamtlich tätigen Landesbeauftragten für Heimatvertriebene, Spätaussiedlerinnen und Spätaussiedler vom Niedersächsischen Kabinett berufen. In dieser Funktion eröffnete sie gemeinsam mit Kulturminister Björn Thümler ein Verbindungsbüro beim Niedersächsischen Ministerium für Wissenschaft und Kultur als Anlaufpunkt und Ombudsstelle für Vertriebene und Spätaussiedler in Niedersachsen. Nach der Landtagswahl 2022 schaffte die rot-grüne Koalition, bestehend aus der SPD Niedersachsen und Bündnis 90/Die Grünen Niedersachsen, das Amt der Landesbeauftragten ab. Die fachliche Zuständigkeit übernahm der Niedersächsische Landesbeauftragte für Migration und Teilhabe Deniz Kurku.
Westmann ist Landesvorsitzende des Bundes der Vertriebenen Niedersachsen und seit August 2021 Mitglied des BdV-Präsidiums. Zudem ist sie Mitglied im Landesvorstand der Ost- und Mitteldeutschen Vereinigung der CDU in Niedersachsen. Sie führt den Vorsitz im Kuratorium Museum Friedland.

## Privates
Editha Westmann ist evangelischer Konfession und hat drei Kinder. Sie ist seit 2015 mit Alexander Westmann verheiratet.